# Luzula borreri
Luzula borreri là một loài thực vật có hoa trong họ Juncaceae. Loài này được Bromf. ex Bab. mô tả khoa học đầu tiên năm 1851.